# Рязанський Шлюз
Рязанський Шлюз (рос. Рязанский Шлюз) — містечко Бокситогорського району Ленінградської області Росії. Входить до складу Самойловського сільського поселення.
Населення — 3 особи (2003 рік). 